# 瓦爾代尼斯
40°10′50″N 45°43′12″E / 40.18056°N 45.72000°E

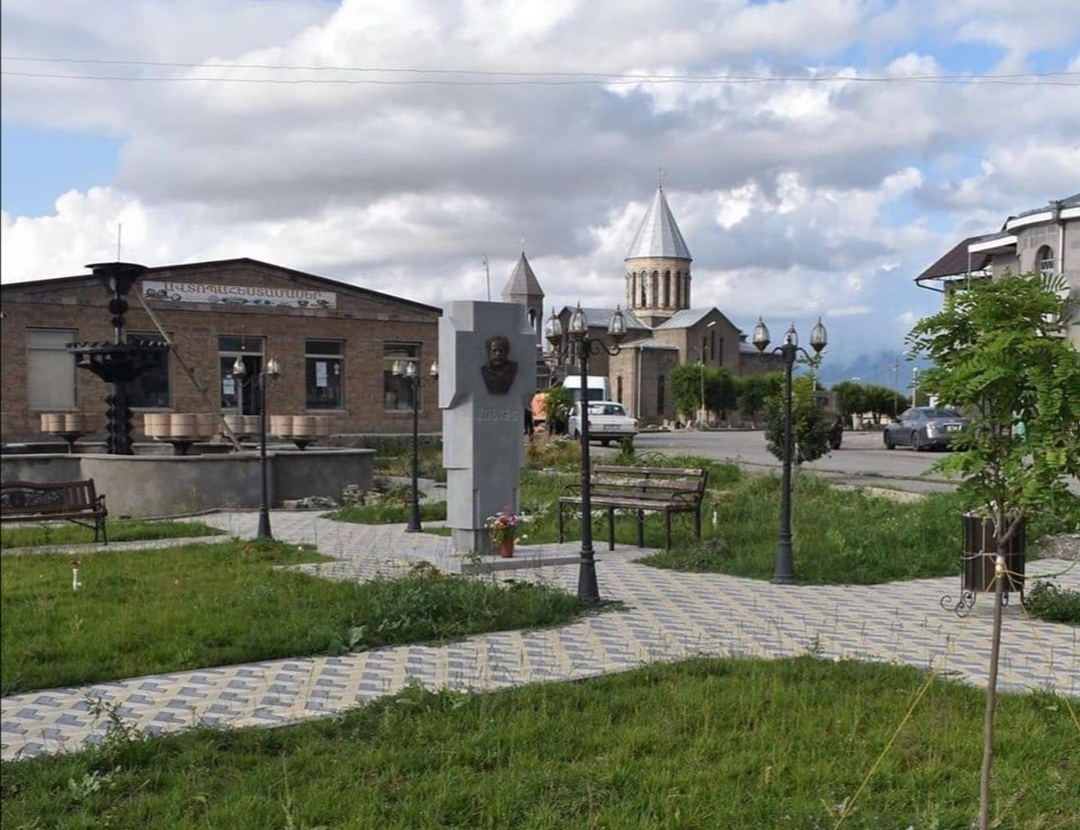
中央广场及教堂

瓦爾代尼斯是亞美尼亞的城鎮，位於該國東部，由格加爾庫尼克州負責管轄，距離塞凡湖5公里，始建於1830年，面積7.5平方公里，最高點海拔高度1,943米，2009年人口12,700。

## 友好城市
- 法國 伊泽尔河畔罗芒

## 外部連結
- MSN Map[永久]